# يلماز أردوغان
يلماز أردوغان (بالتركية: Yılmaz Erdoğan)‏ هو ممثل ومخرج وصانع أفلام وشاعر تركي كردي ولد في يوم 4 تشرين الثاني 1967 في هكاري في تركيا، اشتهر بالأعمال الكوميدية والتي نال بواسطتها جائزة أكاديمية السينما والفنون والتلفاز الأسترالية، وفي سنة 2014 مثل في فيلم The Water Diviner مع راسل كرو وأولغا كوريلنكو، وحالياً هو على علاقة مع الممثلة التركية الكردية بلسم بيلغين.

## روابط خارجية
- يلماز أردوغان على موقع IMDb (الإنجليزية)
- يلماز أردوغان على موقع قاعدة بيانات الأفلام العربية
- يلماز أردوغان على موقع قاعدة بيانات الأفلام العربية
- يلماز أردوغان على موقع ألو سيني (الفرنسية)
- يلماز أردوغان على موقع ميوزك برينز (الإنجليزية)
- يلماز أردوغان على موقع أول موفي (الإنجليزية)
- يلماز أردوغان على موقع قاعدة بيانات الأفلام السويدية (السويدية)
- يلماز أردوغان على موقع قاعدة بيانات الفيلم (الإنجليزية)
- يلماز أردوغان على موقع كينوبويسك (الروسية)